# Bournainville-Faverolles
Bournainville-Faverolles is een gemeente in het Franse departement Eure (regio Normandië) en telt 372 inwoners (2004). De plaats maakt deel uit van het arrondissement Bernay.

## Geografie
De oppervlakte van Bournainville-Faverolles bedraagt 7,0 km², de bevolkingsdichtheid is 53,1 inwoners per km².
De onderstaande kaart toont de ligging van Bournainville-Faverolles met de belangrijkste infrastructuur en aangrenzende gemeenten.

## Demografie
Onderstaande figuur toont het verloop van het inwonertal (bron: INSEE-tellingen).

1. ↑  Populations de référence 2022.